# Francesco Cavalli

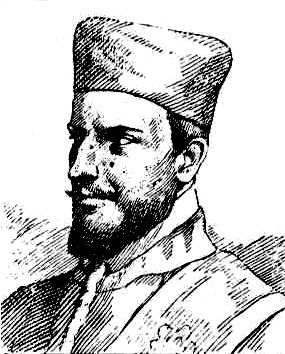
Francesco Cavalli (angeblich)

Francesco Cavalli, eigentlich Pier Francesco Caletti-Bruni (* 14. Februar 1602 in Crema; † 14. Januar 1676 in Venedig) war ein italienischer Komponist und Organist, der heute hauptsächlich für seine Opern bekannt ist.

## Leben
Cavallis Vater und erster Lehrer Giovanni Battista Caletti (1577 – um 1642) war Domkapellmeister und Organist in Crema. Federigo Cavalli, der venezianische Gouverneur von Crema, wurde sein Patron, der ihn nach Venedig mitnahm und dessen Namen er später als Opernkomponist übernahm. 1616 engagierte Claudio Monteverdi Cavalli als Sänger am Markusdom in Venedig, zuerst als Knabensopran, dann als Tenor. 1620 wurde er Organist in der Kirche San Giovanni e Paolo, was er erst aufgab, als er 1630 die wohlhabende Witwe Maria Schiavina heiratete. Die Ehe blieb kinderlos; seine Frau starb 1652.

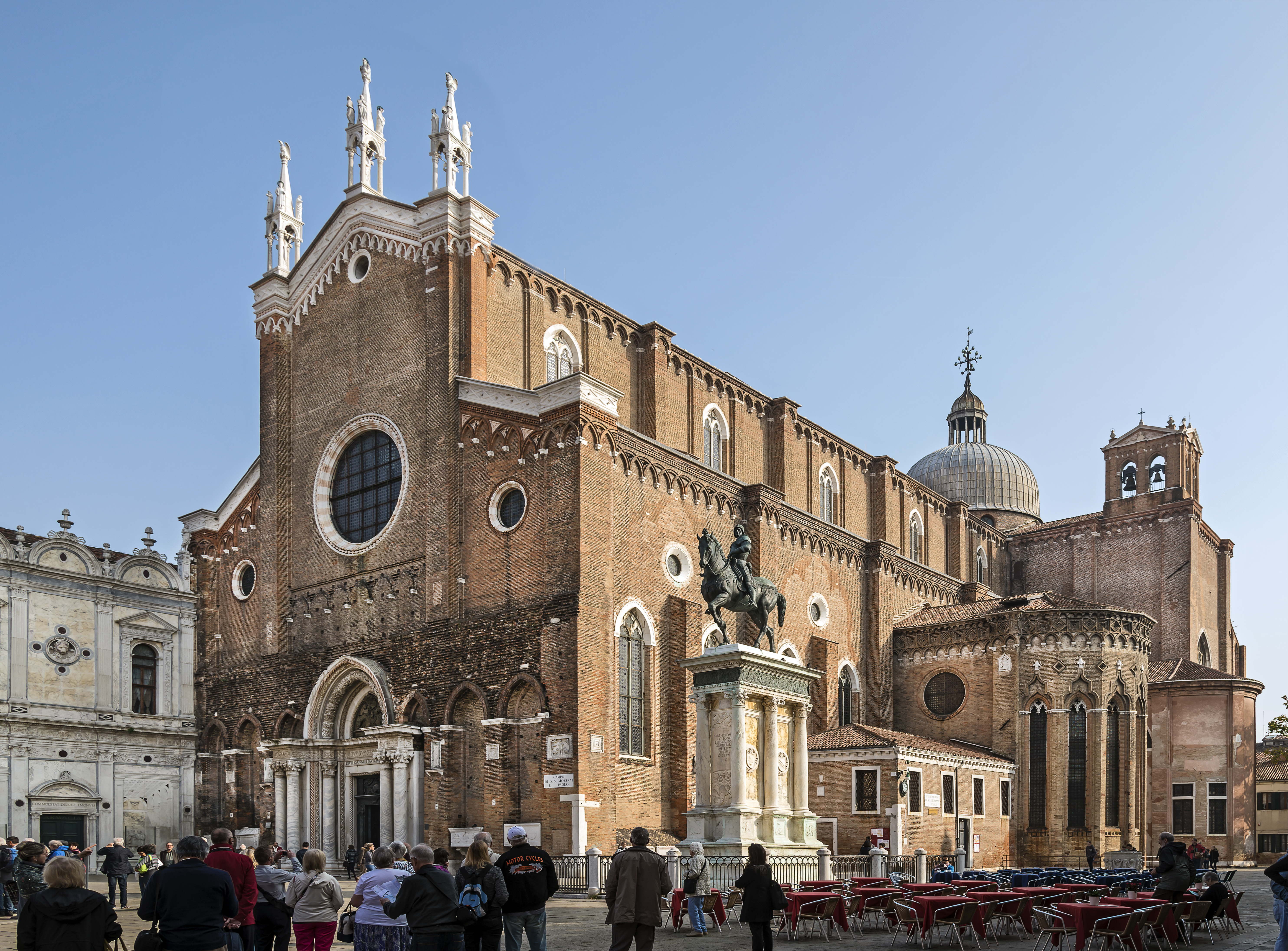
Fassade der Kirche S. Zanipolo in Venedig

1639 wurde er aufgrund eines Wettbewerbs zweiter Organist in San Marco und führte seine erste Oper Le Nozze di Teti e di Peleo am Teatro San Cassiano auf, dem ersten öffentlichen Opernhaus, das zwei Jahre zuvor gegründet worden war. 1641 wurde La Didone aufgeführt, deren Libretto von Giovanni Francesco Busenello, dem Librettisten der Incoronazione di Poppea Monteverdis, stammt. 1642 begann mit La virtù de’ strali d’Amore seine Zusammenarbeit mit dem Librettisten Giovanni Faustini (1615–1651). Ihr letztes gemeinsames Werk wurde in dessen Todesjahr 1651 die Oper La Calisto. Inzwischen war Cavalli auch international bekannt geworden: seine Oper L’Egisto wurde 1646 in Paris aufgeführt, Giasone (1649) gehörte zu den meistgespielten Opern des 17. Jahrhunderts. Antonio Cesti (mit Orontea) war mittlerweile sein größter Rivale.
1651 reiste er nach Neapel und führte drei seiner Werke auf. Seine Oper Orione 1653 wurde in Mailand bei der Wahl von Ferdinand IV. zum römischen König aufgeführt; Hypermestra (1658) wurde von Carlo de’ Medici bestellt.
Im April 1660 reiste er auf Einladung von Kardinal Mazarin nach Paris, um anlässlich der Heirat Ludwigs XIV. mit Maria Teresa von Spanien Opern aufzuführen. Der Aufenthalt in Paris wurde für den erfolgsverwöhnten Cavalli, der allerdings kränkelte und nur auf politischen Druck (Mazarin wollte ihn unbedingt haben) dorthin reiste, zu einer großen Enttäuschung. Nach seiner Ankunft starb sein Förderer Mazarin. Aufführungsprobleme oder Intrigen, die hauptsächlich durch den als Ballett-Komponisten zu den Opern hinzugezogenen Florentiner Jean-Baptiste Lully entstanden, kamen hinzu. Sie führten dazu, dass die anlässlich der Hochzeit komponierte Oper Ercole amante (Der verliebte Herkules) nicht rechtzeitig vollendet wurde. Weil das neue Theater in den Tuilerien nicht fertig war, wurde statt ihrer am 22. November 1660 Cavallis Erfolgsoper Xerxes in der Gemäldegalerie des Louvre aufgeführt. Sie hatte eine französische Ouvertüre und statt Chören Ballette von Lully.

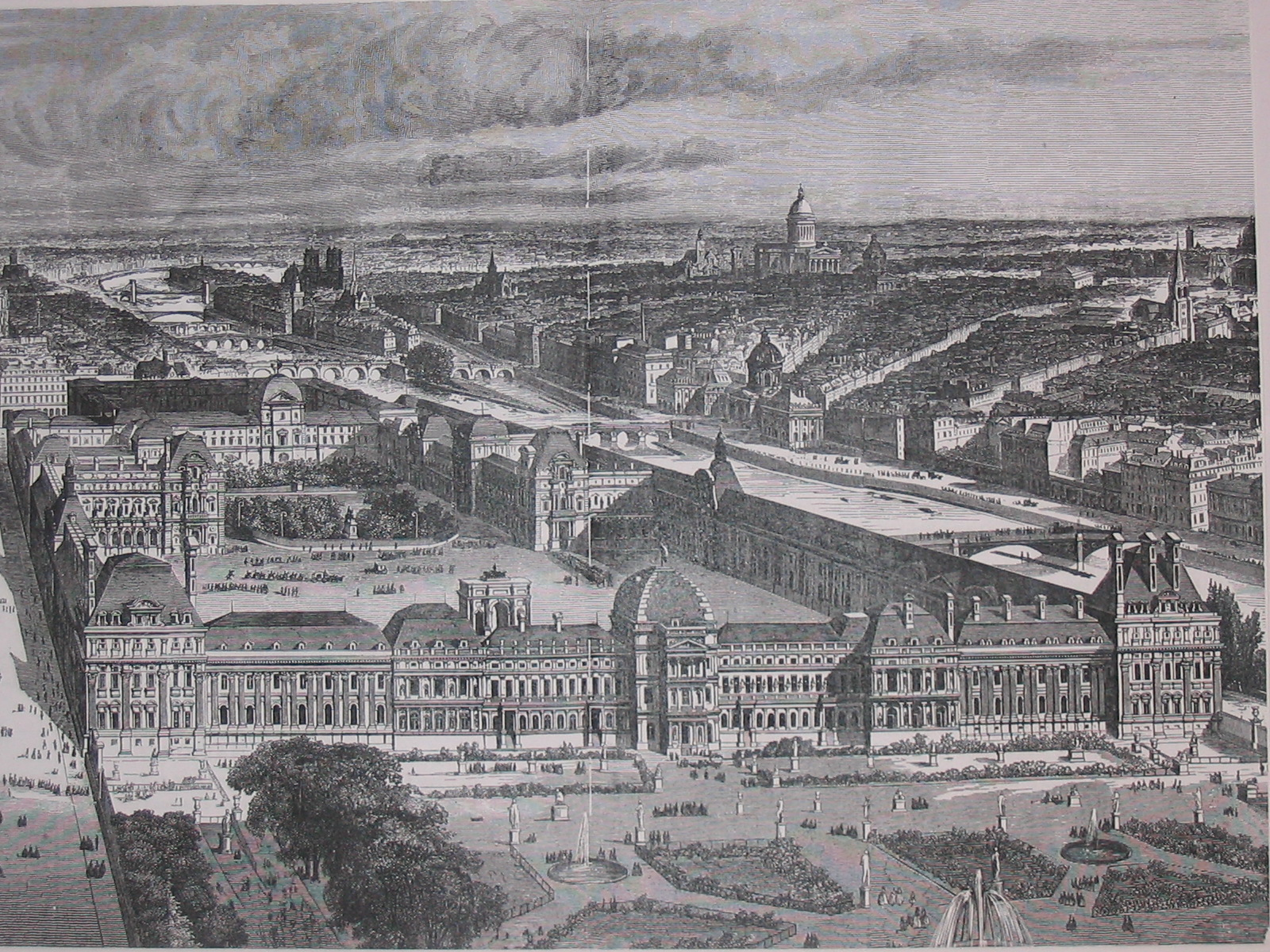
Gesamtansicht des Tuillerien-Palastes mit dem Théâtre des Tuileries (Gartenfront rechts neben dem linken Eckpavillon) und dem Louvre

Die Aufführung des Ercole amante fand erst anderthalb Jahre später im Théâtre des Tuileries statt und dauerte mehr als sechs Stunden. Zwischendurch wurde getanzt und gegessen. Es gab mindestens 21 Balletteinlagen, komponiert und geleitet von Lully, an denen auch der Sonnenkönig teilnahm. Das Ballett Hercule amoureux sollte eine der denkwürdigsten Opernaufführungen der Musikgeschichte werden, denn hier trat der König nun zum zweiten Mal als Apollo auf. Im letzten Akt, im Ballet royal des sept planètes, trat Louis XIV gleich dreimal als Tänzer auf: als Mars, Pluto und schließlich als Sonne. Der Hof skandierte während seines Tanzes Lang lebe der Sonnenkönig! Diesen Spitznamen sollte Ludwig XIV. sein Leben lang behalten. Lullys Ballette wurden bejubelt, Cavallis Oper viel verhaltener aufgenommen, teilweise deshalb, weil sie in Italienisch war und möglicherweise auch, weil ein Kastrat darin sang.
Als Cavalli 1662 wieder nach Venedig zurückkehrte, wollte er nach der Pariser Enttäuschung nicht mehr für die Oper schreiben, komponierte dann aber doch noch bis 1673 sechs Opern. Er wurde 1665 erster Organist, als Massimiliano Neri nach Bonn abreiste. Erst im November 1668, als Giovanni Rovetta starb, wurde er maestro di cappella von San Marco, was er bis zu seinem Tode blieb. 1669 komponierte er Coriolano für das Theater in Piacenza. Am Ende seines Lebens komponierte er nur noch religiöse Musik, u. a. ein Requiem zu seinem Begräbnis. Cavalli liegt in der Kirche San Lorenzo begraben.

## Nachleben
Cavalli war der erfolgreichste Opernkomponist in der Mitte des 17. Jahrhunderts. Dies war in einer Zeit, als sich vor allem in Venedig in der Nachfolge Monteverdis die Oper herausbildete und dort einen wahren „Boom“ erlebte. Dieser strahlte auch auf das übrige Europa aus, da sich die herrschende Schicht häufig in Venedig beim Karneval traf. Zusammen mit dem Librettisten Giovanni Faustini, mit dem er in den 1640er Jahren die meisten seiner Opern schrieb, machte er aus der Oper eine populäre Unterhaltung. Cavalli reduzierte Monteverdis aufwendiges Orchester für die Intendanten auf (billigere und) praktischere Maße, führte Belcanto, mit melodiösen Arien wie das Lamento, in die Musik und beliebte komische Typen in seine Opern ein.
Von den etwa 40 Opern Cavallis sind 30 überliefert, die meisten werden in der Biblioteca Nazionale Marciana in Venedig aufbewahrt (aus der Sammlung von Marco Contarini). Sie weisen all die charakteristischen Übertreibungen und Absurditäten des 17. Jahrhunderts auf, aber sie besitzen auch einen Sinn sowohl für dramatische Wirkung als auch für musikalische Leichtigkeit und einen grotesken Humor, der kennzeichnend für die große italienische Oper bis zum Tod Alessandro Scarlattis war. Seine Opern wurden wie alle damaligen Opern im Allgemeinen nur eine Saison aufgeführt.

## Wiederentdeckung
Erste Wiederaufführungen wurden durch Raymond Leppard beim Glyndebourne Festival in den 1960er Jahren durchgeführt. Seitdem wurden mehrere Opern Cavallis neu aufgeführt, insbesondere La Calisto unter anderem von René Jacobs.

## Werke

### Opern
Wenn nicht anders vermerkt, sind die erwähnten Theater in Venedig.
- Le nozze di Teti e di Peleo (Die Hochzeit von Thetis und Peleus, Uraufführung Teatro San Cassiano Januar 1639), Libretto Orazio Persiani.
- Gli amore di Apollo e di Dafne (Uraufführung Teatro San Cassiano, Karneval 1640), Libretto von Busenello nach Ovid. Aufgenommen von Gabriel Garrido und dem Ensemble Elyma für K617, erschienen 2008.
- La Didone (Uraufführung Teatro San Cassiano 1641), Libretto Giovanni Francesco Busenello nach Vergils Aeneis, aber mit „Happy End“ für Dido. Aufgenommen von Michel Corboz für Harmonia Mundi 1998 und von Thomas Hengelbrock für die Deutsche Harmonia Mundi.
- Narcisso et Ecco immortalati (Uraufführung 1642, verschollen), Libretto Persiani
- L’Amore innamorato (Der verliebte Amor, 1642, verschollen)
- La virtù de’ strali d’Amore (Die Macht der Liebespfeile, Uraufführung Teatro San Cassiano 1642), Libretto von Faustini. 1648 in Bologna aufgeführt.
- L’Egisto (Uraufführung Teatro San Cassiano 1643), Libretto Giovanni Faustini. Die Oper war in ganz Italien erfolgreich. 1974 von Leppard in Santa Fe aufgeführt.
- La Deidamia (1644, verschollen), Libretto S. Herrico
- L’Ormindo (Uraufführung Teatro San Cassiano 1644), Libretto von Faustini. 1967 von Leppard in Glyndebourne aufgeführt.
- Il Romolo e il Remo (1645, verschollen), Libretto G. Strozzi
- La Doriclea (Uraufführung Teatro San Cassiano 1645), Libretto von Faustini
- Il Titone (1645, verschollen), Libretto Faustini
- La prosperità infelice di Giulio Cesare dittatore (1646, verschollen), Libretto von G. F. Busenello
- La Torilda (1648, verschollen), Libretto P. P. Bissari
- Giasone (Jason, Uraufführung Teatro San Cassiano 5. Januar 1649), Libretto von Giacinto Andrea Cicognini. Eine der erfolgreichsten Opern des ganzen 17. Jahrhunderts. Aufnahme von René Jacobs 1988.
- L’Euripo (1649, Musik verloren), Libretto Faustini
- La Bradamante (1650, verschollen), Libretto P. P. Bissari
- L’Orimonte (Uraufführung Teatro San Cassiano 23. Februar 1650), Libretto von Niccolò Minato
- L’Oristeo (Uraufführung Teatro Sant’Apollinare 1651). Libretto von Faustini. Mit einem der ersten Beispiele für Da-capo-Arien, „Udite Amanti“, gesungen von Corinta (Sopran).
- La Rosinda (1651), Libretto Faustini
- L’Armidoro (1651, verschollen), Libretto B. Castoreo
- La Calisto (Uraufführung Teatro Sant’Apollinare, 28. November 1651), Libretto von Faustini. Aufnahme von Raymond Leppard 1972 und René Jacobs 1994.
- L’Eritrea (Uraufführung Teatro Sant’Apollinare 16. Januar 1652), Libretto von Faustini. 1975 beim Wexford Festival unter Jane Glover aufgeführt.
- Il Delio (La Veremonda, l'amazzone di Aragona; Uraufführung 21. Dezember 1652 in Neapel, anlässlich des spanischen Sieges über Barcelona, erstaufgeführt in Venedig am 28. Januar 1653), Libretto von Cicognini mit Ergänzungen von Giulio Strozzi. Deutsche Erstaufführung 2016 bei den Schwetzinger SWR Festspielen.
- L’Helena rapita da Teseo (1653), Libretto G. Badoaro
- L’Orione (Uraufführung Mailand Juni 1653 bei der Wahl von Ferdinand IV. als römischer König), Libretto Francesco Melosio, wieder aufgeführt von Leppard in Santa Fe 1983.
- Il Ciro (Uraufführung Teatro Santi Giovanni e Paolo, 30. Januar 1654), in Zusammenarbeit mit dem Komponisten Mattioli (bzw. Bearbeitung einer Oper eines ansonsten unbekannten Komponisten durch Cavalli), Libretto Giulio Cesare Sorrentino, bearbeitet von Aurelio Aureli.
- Il Xerse (Il Serse, Uraufführung Januar 1654), Libretto Nicolò Minato. Die Oper war besonders mit ihrer Arie „Ombra mai fù“ sehr populär und wurde später auch von Händel und Giovanni Bononcini vertont. In stark bearbeiteter Form wurde sie auch 1660 in Paris aufgeführt. Eine Aufnahme unter René Jacobs erschien bei Harmonia Mundi 1985.
- L’Erismena (Uraufführung Teatro Sant’Apollinare 30. Dezember 1655), Libretto Aurelio Aureli. Die erste Oper, von der eine englische Übersetzung bekannt ist (möglicherweise 1674 in England aufgeführt). 1670 wurde die Oper von Cavalli neu bearbeitet.
- La Statira (Statira principessa di Persia; Uraufführung 18. Januar 1655 Teatro Santi Giovanni e San Paolo), Libretto Busenello. Eine Aufnahme einer neapolitanischen Version (von 1666) mit Roberta Invernizzi in der Titelrolle und der Capella de’ Turchini unter Antonio Florio erschien 2003 bei Opus 111.
- Artemisia (Uraufführung Teatro Santi Giovanni e Paolo, 10. Januar 1657, Neapel 1658, Palermo 1659, Mailand 1663, Genua 1665), Libretto Nicolò Minato
- L’Hipermestra (L’Ipermestra; Uraufführung Florenz 12. Juni 1658), Libretto Moniglia
- L’Antioco (1659, Musik verloren), Libretto Minato
- Elena (Uraufführung Teatro San Cassiano, Widmung vom 26. Dezember 1659), Libretto ursprünglich von Faustini, vollendet von Minato
- La pazzia in trono, ossia il Caligola delirante (1660, verschollen), Libretto D. Gisberti
- Ercole amante (Uraufführung Salles des Machines im Palais des Tuileries, 7. Februar 1662), Libretto von Francesco Buti nach Ovid
- Scipione affricano (Uraufführung Teatro Santi Giovanni e Paolo, Februar 1664). Libretto von Minato. Auch in Rom 1671 aufgeführt und in von Giovanni Viviani überarbeiteter Fassung 1678 beim Karneval in Venedig. Plattenaufnahme von Michel Corboz 1980.
- Il Mutio Scevola (Muzio Scevola; Uraufführung Teatro San Samuele, 1665), Libretto Faustini, von Minato bearbeitet. Auch in Bologna 1667 aufgeführt.
- Il Pompeo Magno (Uraufführung im Teatro San Salvatore, 20. Februar 1666), Libretto von Minato
- Eliogabalo (1667 komponiert, aber kurz vor der geplanten Uraufführung zurückgezogen und durch eine gleichnamige Oper von Giovanni Antonio Boretti ersetzt). Librettist unbekannt, von Aureli bearbeitet (Thema ist der römische Kaiser Elagabal). 1999 in Crema uraufgeführt.
- Coriolano (1669, verschollen)
- Massenzio (1673, verschollen)

### Geistliche Musik
- Die Sammlung Musiche sacre (1656) enthält Messen, Hymnen, ein Magnificat und sechs mehrstimmige Sonaten
  - darunter Vespro della beata Virgine
- Vespero delle Domeniche (Venedig 1675)
- Vespero delle cinque Laudate (Venedig 1675)